# Wendie Jo Sperber
Wendie Jo Sperber (Hollywood, 15 settembre 1958 – Sherman Oaks, 29 novembre 2005) è stata un'attrice statunitense.

## Biografia
Debuttò alla fine degli anni settanta, lavorando poi sia nel cinema che per la televisione. Una delle sue prime parti fu nel film 1941: Allarme a Hollywood (1979), diretto da Steven Spielberg. Nel 1984 fu nel cast di Bachelor Party - Addio al celibato, a fianco di Tom Hanks.
Nel 1985 recitò in Ritorno al futuro, nel ruolo di Linda McFly, la sorella del protagonista Marty (Michael J. Fox).
Nel 1995 fu nel cast di Hunter - Giustizia a Los Angeles, trasposizione cinematografica della serie televisiva Hunter.
Morì a 47 anni per un cancro al seno che le era stato diagnosticato da otto anni. Riposa nel Mount Sinai Memorial Park Cemetery di Los Angeles, California.

## Vita privata
Ebbe due figli, Preston (1986) e Pearl (1990), dal matrimonio con il produttore televisivo Richard Velasquez, durato dal 1983 al 1994.

## Filmografia parziale

### Cinema
- 1964 - Allarme a N.Y. arrivano i Beatles! (I Wanna Hold Your Hand), regia di Robert Zemeckis (1978)
- L'estate della Corvette (Corvette Summer), regia di Matthew Robbins (1978)
- Grease (Brillantina) (Grease), regia di Randal Kleiser (1978)
- 1941 - Allarme a Hollywood (1941), regia di Steven Spielberg (1979)
- Bachelor Party - Addio al celibato (Bachelor Party), regia di Neal Israel (1984)
- Ritorno al futuro (Back to the Future), regia di Robert Zemeckis (1985)
- Ritorno al futuro - Parte II (Back to the Future - Part II), regia di Robert Zemeckis (1989)
- Ritorno al futuro - Parte III (Back to the Future Part III), regia di Robert Zemeckis (1990)
- Love Affair - Un grande amore (Love Affair), regia di Glenn Gordon Caron (1994)
- Sorority Boys, regia di Wallace Wolodarsky (2002)

### Televisione
- Henry e Kip – serie TV (1980-1982)
- Babes – serie TV, 22 episodi (1990-1991)
- Hunter - Giustizia a Los Angeles (The Return of Hunter), regia di Bradford May – film TV (1995)
- Will & Grace – serie TV, episodio 1x12 (1999)
- 8 semplici regole (8 Simple Rules) – serie TV, 4 episodi (2002-2005)

## Doppiatrici italiane
- Isabella Pasanisi in Ritorno al futuro - Parte III
- Roberta Paladini in Henry e Kip